# Guigneville
Guigneville – miejscowość i gmina we Francji, w Regionie Centralnym, w departamencie Loiret.
Według danych na rok 1990 gminę zamieszkiwało 409 osób, a gęstość zaludnienia wynosiła 13 osób/km² (wśród 1842 gmin Centre, Guigneville plasuje się na 751. miejscu pod względem liczby ludności, natomiast pod względem powierzchni na miejscu 320.).